# Difenilmetanol
Difenilmetanol, (C6H5)2CHOH (também conhecido como benzidrol), é um álcool secundário com uma massa molecular de 184,23 g/mol. Tem um ponto de fusão de 69 °C e um ponto de ebulição de 298 °C.